# Danderzei
Danderzei is een fictieve planeet in het luchtbeluniversum van Pandarve in de sciencefictionstripreeks Storm. 

## Beschrijving
Danderzei volgt dezelfde omloopbaan als Pandarve rondom het witte gat, maar bevindt zich aan precies de andere kant van het witte gat. De naam Danderzei (´de andere zijde´) verwijst hiernaar, evenals de Engelse naam Far Seid (´far side´). Danderzei is te bereiken via een wormhole in een permanente cycloon.
De planeet wordt omringd door een gigantische metalen ring die bewoond worden door humanoïde robots. In plaats van water zijn er poelen en rivieren van kwikzilver. De planeet zelf is niet bewoond, binnenin de planeet staat Mainframe, een autonoom draaiende supercomputer.
Alle levensvormen op Danderzei zijn van mechanische aard. De meest ontwikkelde levensvorm houdt mensen als huisdier. Kinderen worden gehouden om woonruimtes op te fleuren, en volwassen mannen dienen in gladiatorengevechten ter vermaak.

## Rol in de stripreeks
Storm, Roodhaar en Nomad komen op Danderzei terecht nadat Moeder Krone ze geronseld heeft voor een transport van slaven. Roodhaar weet te ontkomen en raakt bevriend met Rak*el.